# Usia manca
Usia manca är en tvåvingeart som beskrevs av Friedrich Hermann Loew 1846. Usia manca ingår i släktet Usia och familjen svävflugor. Inga underarter finns listade i Catalogue of Life.